# تيندربوكس (برمجيات إدارة العروض)
تيندربوكس (TinderBox) هي شركة عالمية لبرمجيات المشاريع اشتهرت على شبكة الإنترنت ببرامج إدارة العروض. تزداد شعبية برامج إدارة العروض في الشركات التي تدير مشروعات كتابة العروض الشاملة والمتكاملة. تسمح مثل هذه البرامج للشركات بأتمتة المهام الأكثر روتينية في حين تساعد على تتبع الإصدارات المتعددة بسهولة.
تيندربوكس هي أداة عبر الإنترنت يمكن أن تساعدك في إنشاء العروض من خلال أتمتة عمل وإدارة وتتبع العروض. ونظرًا لأنها قائمة على شبكة الويب، فيمكنك الوصول إليها – وإلى أي من عروضك - من أي متصفح.
تبيع تيندربوكس برمجياتها كخدمة (SaaS) تطبيقية للشركات لإدارة جميع جوانب عمل إنشاء العروض بما في ذلك: الكتابة والتنسيق والإدارة والموافقات والمنع، وتتبع الكل من داخل واجهة واحدة بسيطة على الإنترنت.

## معلومات تاريخية
أنشئت في يناير 2010 في انديانابوليس بولاية انديانا وأصبحت تيندربوكس مقدم برامج إدارة العرض وحلول إدارة المحتوى للشركات الكبيرة والصغيرة. وقد بدأ الثلاثة المؤسسون لشركة تيندربوكس في إنشاء الشركة استنادًا إلى تجارب مماثلة مع عملية العرض غير الفعالة في المنظمات الأخرى التي عملوا فيها.
يمكن للمستخدمين النهائيين الوصول إلى تطبيق تيندربوكس القائم على الحوسبة السحابية من خلال أي متصفح حيث يتم تخزين محتوى تسويق العمل التجاري وبيانات المستخدم على خوادم. يدعي المؤيدون بأن تيندربوكس تسمح للشركات بالحصول على فِرَق لمبيعاتها بتبني موقع Salesforce.com, وتحسين القدرة الإدارية وتقليل الوقت الذي يقضونه لعمل العروض بنسبة 75٪ وزيادة معدل الإغلاق بنسبة 50٪.

## الاعتراف
كانت شركة تيندربوكس مدرجة في قائمة مجلة رائد الأعمال (Entrepreneur Magazine) الخاصة بـ “للمائة شركة الرائعة”  في عام 2012 فازت الشركة بجائزة «بدء تشغيل تكنولوجيا المعلومات لهذا العام»  المقدمة من تيكبوينت ميرا أوارد في عام 2012, واختيرت كواحد من أوائل المستفيدين من «إنديانا إنوفاشن أوارد»  in 2011.

## وصلات خارجية
- TinderBox main website